# Hamad Al Fardan
Hamad Al Fardan (en árabe: حمد الفردان, Manama, Baréin; 29 de junio de 1987) es un piloto de automovilismo bareiní.

## Carrera profesional

### Fórmula BMW
Hamad Al Fardan comenzó su carrera automovilística en 2004, comenzando en la Fórmula BMW Asiática. Solo se subió al podio una vez. Los 80 puntos acumulados le dieron el octavo lugar en la clasificación general. En los siguientes dos años continuó compitiendo en esta serie. En 2005 ganó cuatro carreras y subió al podio siete veces. Esto le permitió situarse en el escalón más bajo del podio en la clasificación general. Un año después, quedó clasificado en el décimo lugar.

### Fórmula Renault V6 Asiática
En 2006, un competidor de Baréin se unió a las filas de la Fórmula Renault V6 Asiática. Aquí se paró en el podio cinco veces, incluida la más alta una vez. Se colocó en la 6.ª posición de la clasificación final. Regresó a esta serie en 2009, cuando celebró el campeonato.

### Toyota Racing Series
En la serie de carreras de Nueva Zelanda de Toyota Hamad compitió en 2006-2007. Ganó tres carreras en total: una en 2006 y dos a finales de 2006 y 2007. Sus logros de 593 y 530 puntos respectivamente le otorgaron el puesto 13 y 11 en la clasificación general.

### Fórmula 3
En 2007, Hamad al-Fardan se unió a la Fórmula 3 Británica, donde compitió en la clase nacional. Aunque no ganó ninguna carrera, subió al podio doce veces. Los 182 puntos acumulados le permitieron quedar tercero en la clasificación nacional. Un año después, fue séptimo en la Fórmula 3 Austriaca. A finales de 2007 y 2008 se mostró en la Fórmula 3 Asiática, donde ganó cuatro carreras. Con 126 puntos se colocó cuarto en la clasificación de pilotos. En 2008, también comenzó en el ATS Formel 3 Cup, donde se clasificó en la 12.ª posición.

### GP2 Asia Series
A finales de 2008 y 2009, Hamad participó en once carreras de la GP2 Asia Series con el equipo británico de GFH Team iSport. Dos puntos le dieron el puesto 20 en la clasificación final.

## Resultados

### GP2 Asia Series
(Clave) (negrita indica pole position) (cursiva indica vuelta rápida puntuable)

| Año     | Escudería       | 1   | 1   | 2   | 2   | 3    | 3    | 4   | 4   | 5   | 5   | 6    | 6    | Pos. | Puntos | Ref.  |
| ------- | --------------- | --- | --- | --- | --- | ---- | ---- | --- | --- | --- | --- | ---- | ---- | ---- | ------ | ----- |
| 2008-09 | GFH Team iSport | SHA | SHA | DUB | DUB | SAK1 | SAK1 | LOS | LOS | KUA | KUA | SAK2 | SAK2 | 20.º | 2      | [ 1 ] |
| 2008-09 | GFH Team iSport | 15  | Ret | Ret | C   | 12   | Ret  | Ret | Ret | 9   | 5   | Ret  | 17   | 20.º | 2      | [ 1 ] |